# Matematikmaskinnämnden
Matematikmaskinnämnden (MMN) (comitè suec per al maquinari informàtic) era una agència governamental sueca que va construir els primers ordinadors suecs: BARK i BESK.
L'any 1947 un estudi governamental a iniciativa de la Kungliga Ingenjörsvetenskapsakademien (Acadèmia Reial Sueca de Ciències de l'Enginyeria) i l'agència d'adquisicions navals van fer un estudi sobre la necessitat de maquinari informàtic. L'estudi va recomanar la compra immediata de maquinari dels Estats Units i es va assignar a aquesta finalitat un pressupost de 2 milions de corones sueques.
El MMN es va establir el 26 de novembre de 1948 per organitzar la compra. Durant el 1947 l'Acadèmia de Ciències de l'Enginyeria ja havia fet algunes activitats preliminars en aquesta direcció enviant cinc enginyers i científics joves als grups de recerca dels Estats Units per estudiar les activitats que s'hi estaven duent a terme. Dos d'ells van ser enviats a visitar a John von Neumann a la Universitat de Princeton, uns altres dos a visitar a Howard H. Aiken a la Universitat Harvard, i un darrer a visitar IBM.
Com que no va ser possible obtenir llicència d'exportació per fer arribar a Suècia els ordinadors construïts als Estats Units, els plans de MMN van canviar per construir els ordinadors en lloc d'importar-los. Com a mesura provisional, es va construir el BARK (1950) que funcionava amb relés. BARK prové de Binär Aritmetisk Relä-Kalkylator (Calculador de relés d'aritmètica binària). Més endavant es va construir el BESK (1954) que funcionava amb vàlvules de buit, i que per un breu període va ser l'ordinador més ràpid del món. BESK prové de Binär Elektronisk SekvensKalkylator.
L'any 1963 es va clausurar el MMN. En aquell moment el govern suec va considerar que ja no era necessari cap més desenvolupament per part d'una agència governamental perquè ja eren un producte industrial. MMN no va rebre diners per desenvolupar ordinadors de la generació següent (basats en transistors), així que quan es va clausurar, la MMN ja no era capdavantera en el desenvolupament d'ordinadors. Alguns anys abans, l'empresa FACIT havia contractat diversos empleats claus de MMN per a la seva divisió d'ordinadors electrònics, i el FACIT EDB era, en essència, una versió basada en transistors del BESK.